# Mecynometa paranensis
Mecynometa paranensis är en spindelart som först beskrevs av Cândido Firmino de Mello-Leitão 1937. 
Mecynometa paranensis ingår i släktet Mecynometa och familjen käkspindlar. Inga underarter finns listade i Catalogue of Life.